# Турска лира
Вижте пояснителната страница за други значения на лира.
Турската лира (на турски: Türk lirası) е паричната единица на Турция и на непризнатата Севернокипърска турска република. От 2012 г. символът за обозначаване на лирата е ₺.

## История
Турската лира е въведена на 29 октомври 1923 г. в хода на реформата, провеждана от Ататюрк, като заменя османската лира. До 2005 г. 1 лира = 100 куруша = 4000 пари.
В резултат на високата инфлация в края на 20 – началото на 21 век лирата силно се обезценява. През месец декември 2003 г. Великото национално събрание на Турция приема закон, с който се позволява отстраняването на 6 нули от лирата и създаването на нова валута. От 1 януари 2005 г., след редица успешни антиинфлационни мерки, приети от Централната банка на Турската република, е проведена деноминация, и в обращение е въведена „новата турска лира“ (на турски: Yeni Türk Lirası), равна на 1 000 000 стари; от 1 януари 2009 г. приставката „нова“ (yeni) в названието на валутата официално не се използва.

## Монети
| Монети на Турция от 2009 г.                        | Монети на Турция от 2009 г. | Монети на Турция от 2009 г. | Монети на Турция от 2009 г. | Монети на Турция от 2009 г. | Монети на Турция от 2009 г. | Монети на Турция от 2009 г.                                                          | Монети на Турция от 2009 г. | Монети на Турция от 2009 г. | Монети на Турция от 2009 г.               | Монети на Турция от 2009 г. | Монети на Турция от 2009 г. | Монети на Турция от 2009 г. |
| Изображение                                        | Изображение                 | Номинал                     | Технически характеристики   | Технически характеристики   | Технически характеристики   | Технически характеристики                                                            | Изображение                 | Изображение                 | Изображение                               | Дата на издаване            | Дата на издаване            | Дата на издаване            |
| Лице                                               | Гръб                        | Номинал                     | Размер                      | Дебелина                    | Маса                        | Състав                                                                               | Група                       | Лице                        | Гръб                                      | Монета                      | Издадена                    |                             |
| -------------------------------------------------- | --------------------------- | --------------------------- | --------------------------- | --------------------------- | --------------------------- | ------------------------------------------------------------------------------------ | --------------------------- | --------------------------- | ----------------------------------------- | --------------------------- | --------------------------- | --------------------------- |
|                                                    |                             | 1 куруш                     | 16.5 mm                     | 1.35 mm                     | 2.2 g                       | 70% мед 30% цинк                                                                     | Гладък                      |                             | „Република Турция“, Мустафа Кемал Ататюрк | 2008                        | 1 януари 2009               |                             |
|                                                    |                             | 5 куруша                    | 17.5 mm                     | 1.65 mm                     | 2.9 g                       | 65% мед 18% никел 17% цинк                                                           | Гладък                      |                             | „Република Турция“, Мустафа Кемал Ататюрк | 2008                        | 1 януари 2009               |                             |
|                                                    |                             | 10 куруша                   | 18.5 mm                     | 1.65 mm                     | 3.15 g                      | 65% мед 18% никел 17% цинк                                                           | Гладък                      |                             | „Република Турция“, Мустафа Кемал Ататюрк | 2008                        | 1 януари 2009               |                             |
|                                                    |                             | 25 куруша                   | 20.5 mm                     | 1.65 mm                     | 4 g                         | 65% мед 18% никел 17% цинк                                                           |                             |                             | „Република Турция“, Мустафа Кемал Ататюрк | 2008                        | 1 януари 2009               |                             |
|                                                    |                             | 50 куруша                   | 23.85 mm                    | 1.9 mm                      | 6.8 g                       | Външен пръстен: 65% мед 18% никел 17% цинк Вътрешна част: 79 % мед 4% никел 17% цинк |                             |                             | „Република Турция“, Мустафа Кемал Ататюрк | 2008                        | 1 януари 2009               |                             |
|                                                    |                             | 1 лира                      | 26.15 mm                    | 1.9 mm                      | 8.2 g                       | Външен пръстен: 79% мед 4% никел 17% цинк Вътрешна част: 65% мед 18% никел 17% цинк  |                             |                             | „Република Турция“, Мустафа Кемал Ататюрк | 2008                        | 1 януари 2009               |                             |
| Мащаб на изображенията – 2,5 пиксела на милиметър. |                             |                             |                             |                             |                             |                                                                                      |                             |                             |                                           |                             |                             |                             |